# Кёрёши, Альберт Кальман
Альберт Кальман Кёрёши (до 1891 года носил имя — Альберт Нойманн; венг. Kőrössy Albert Kálmán; 18 июня 1869, Сегед — 21 апреля 1955, Будапешт) — венгерский архитектор еврейского происхождения. Был одним из наиболее выдающихся венгерских архитекторов Венгерского сецессиона.

## Биография

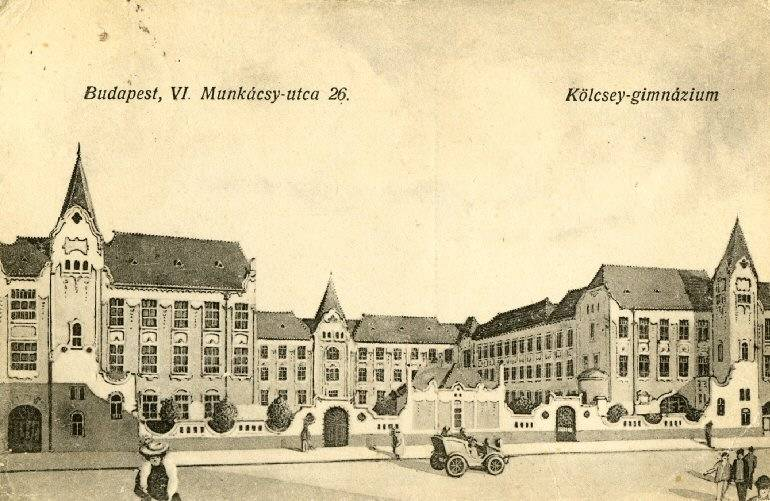
Кёльчейская гимназия, Будапешт (1906-09).

Альберт Нойманн родился в богатой еврейской семье в Сегеде, к югу от Будапешта. Его отец, Микса Нойманн (1837—1912), был вице-президентом Будапештской товарно-фондовой биржи и членом Хевра Кадиша в Пеште, а его матерью была Юлия Хейдушка. В 1891 году он обратился в католицизм и, сменил фамилию.
Альберт Кёрёши поступил в Королевский политехнический университет имени Иосифа в Будапеште (ныне Будапештский технологический и экономический университет), а затем в Школу изящных искусств в Париже, которая в то время, возможно, была самой престижной архитектурной школой в мире. Позже он учился в Королевской художественной академии в Берлине и, после обучения, отправился в Мюнхен, где получил образование в области архитектуры у известного немецкого архитектора Фридриха фон Тирша.

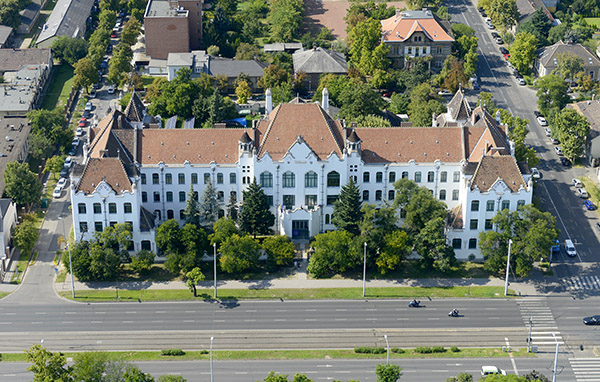
Тюндерпалата, или бывшая Государственная средняя школа государственной службы, Будапешт (1909-11).

Во время своего пребывания за границей, во Франции, Кёрёши познакомился со стелем ар-нуво в своем зачаточном состоянии и его аналогом, немецким югендстилем. По возвращении в Венгрию он устроился работать к Алайошу Хаусману, к одному из самых уважаемых архитекторов Будапешта того времени. Там он познакомился с молодым дизайнером Артуром Себастьеном, с которым они стали друзьями. В 1895 году они решили основать собственную фирму, в рамках которой партнерство между ними продлилось четыре года. В это время их заказы, в основном, состояли из выполнения проектов многоквартирных и жилых домов в стиле необарокко, которые в то время были одними из самых популярных типов жилых домов в Будапеште. Исключением из выполнения типовых проектов был Дворец Королевской венгерской лотереи на площади 15 марта (1898-99), который был сильно поврежден во время бомбежек Второй мировой войны и впоследствии был снесен.
Кёрёши разорвал партнерство с Себастьеном в 1899 году и начал собственную карьеру с построения своего дома на Варошлигети Фасор 47, стиль, которого выполнен под сильным влиянием бельгийского, французского и немецкого ар-нуво/югендстиля. Освоив основные приемы этого стиля, к моменту достижения своего наивысшего мастерства, он стал очень востребованным дизайнером в Венгрии, став участником, наряду с другими архитекторами, главным из которых был Эден Лехнер, того чтобы Венгерский Сецессион стал своего рода национальным стилем Венгрии.
Он был известен также был выполнением множества жилых зданий в Будапеште: Домом Валко на улице Аулич, 3 (1901 г.); многоквартирные дома-близнецы Зонненберга на улице Алкотас 5-7 (1904-05); дом Гонда на улице Пратер, 9 (1904-05); и Дом Зонненберга на улице Мункачи Михая, 23 (1904 г.), который находился в нескольких шагах от гимназии на улице Мункачи Михая, 26, ныне средняя школа Кёльчи Ференца (1906-09), одной из школ, также спроектированных Кёрёши. Другие проекты включали: римско-католическую гимназию в Марошвашархее (ныне Тыргу-Муреш, Румыния, 1903 г.) и Королевскую венгерскую государственную среднюю школу в Будапеште, (Сказочный дворец; 1909-11), ныне Национальная Педагогическая библиотека и музей. В этом здании можно увидеть влияние стиля Коша Кароя и Венгерского сецессиона.

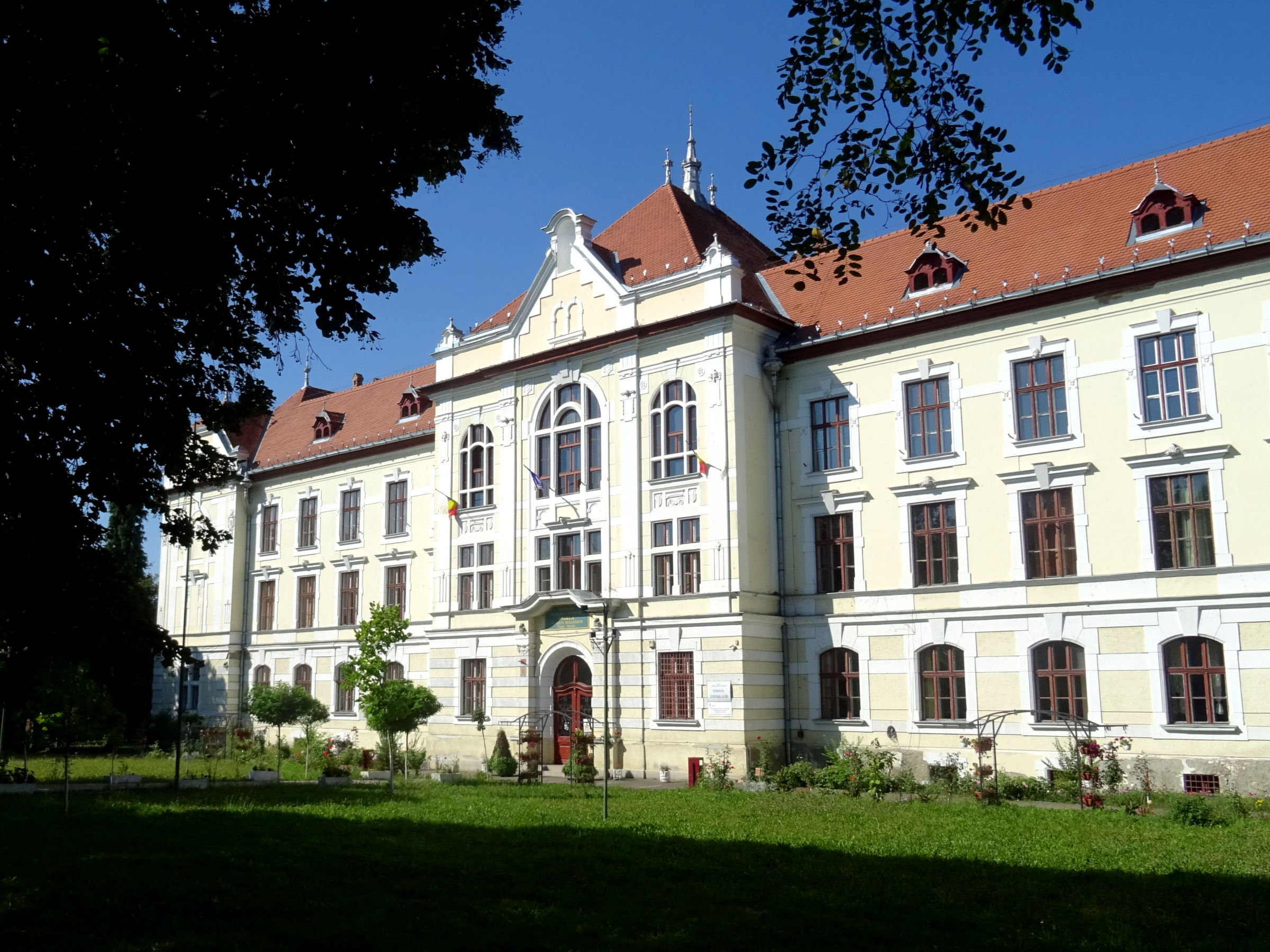
Лицей Унирея в Тыргу-Муреше (1903 г.).

В 1909 году он заключил партнерство с Гезой Кишш, и вместе они выполнили три крупных проекта: Дворец Венгерского общества, а также сельскохозяйственного и финансового банка (1912). Вместе с Михаилом Дьёзо он спроектировал мост Дечебал, через реку Бея в Тимишоаре в 1908 году, который в то время был самым длинным в мире.
С началом Первой мировой войны в 1914 году почти вся строительная деятельность в Будапеште прекратилась. Во время квойны Кёрёши проектировал армейские казармы и работал офицером правоохранительных органов. После войны он фактически вышел на пенсию, хотя его имя иногда упоминается в связи с работой венгерского министерства реконструкции 1920-х годов.

## Личная жизнь
Женился на Доре Пауле Роман, дочери Кароли Розенберг и Илки Марле, 10 апреля 1902 года в Терезвароше, Будапешт. Они развелись в 1930 году.

## Основные работы

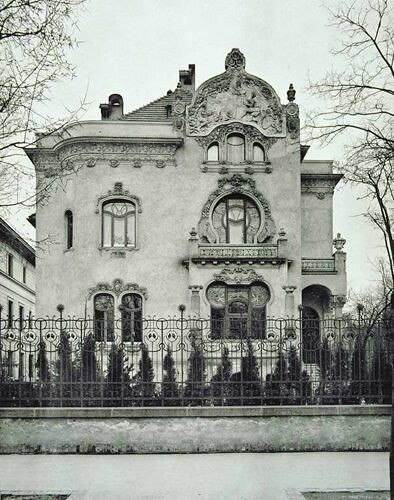
Дом Кёрёши, Будапешт (1899—1900), фото 1904 года.

- 1898-99: Дворец Королевской венгерской лотереи — с Артуром Себастьеном, Будапешт В., Эскю тер 6.
- 1899—1900: Вилла Кёрёши — с Артуром Себастьеном, Будапешт, улица Варошлигети, 47.
- 1901: Уолко Хаус, Будапешт, улица Аулич, 3.
- 1904: Дом Зонненберга, Будапешт, Мункачи Михай у. 23.
- 1904-05: Гонда Хаус, Будапешт, улица Пратер, 9.
- 1905: Дом-близнец Зонненберг, Будапешт, улица Алкотас 5-7.
- 1906-09: Основная гимназия сегодня, Будапешт, улица Мункачи Михая, 26.
- 1907: Дом Биро, Будапешт, улица Торёк 8.
- 1908: Мост Дечебал, с Михаилом Дьёзо, Тимишоара[14],
- 1909-11: Государственная средняя школа государственной службы, Будапешт, Конивес Кальман Кёрут, 40.
- 1912: Жилой дом, Будапешт, Кристоф тер 6.
- 1912: «Дворец Венгерского общества, Сельскохозяйственного и финансового банка» — совместно с Гезой Кишш, Будапешт, Надор у. 16.
- 1912—1913: Вилла Дайка, Будапешт, улица Бенчур, 26.